# Aigars Kalvītis
Aigars Kalvītis (Riga, 1966. június 27. –) lett üzletember, konzervatív politikus, kormányfő.

## Politikai tevékenysége
Lettország 1991-es függetlenné válása óta Kalvītis volt a leghosszabb ideig hatalmon lévő kormányfő. Hivatali idejét 2004. december 2-ával kezdte meg, majd a 2006 októberében újraválasztották. 2007 márciusában előállt – a belső fogyasztás visszafogását és az infláció leszorítását célzó, a lakosság további eladósodását fékező – csomaggal népszerűsége egyre mélyebbre zuhant.

## Lemondása
Lemondását 2007. december 5-én nyújtotta be Valdis Zatlers államfőnek, mivel pártja – Tautas Partija (Néppárt) – és személye is korrupciós botrányba keveredett. Októberben felmentette posztjáról a korrupció elleni hivatal vezetőjét (Aleksejs Loskutovs), miután a hivatalnál könyvelési szabálytalanságokat állapított meg a lett számvevőszék. Tiltakozásul több ezren tüntettek a főváros utcáin, lemondását követelve (október 18.). Kalvītis azonnal hazautazott az Európai Unió portugáliai csúcsértekezletéről, hogy koalíciós partnereivel tanácskozzék. Kormányából három miniszter is távozott: családi okokra hivatkozva Jurijs Strods gazdasági miniszter még szeptemberben távozott, Artis Pabriks külügyminiszter a hivatalvezető menesztése miatt nyújtotta be lemondását (október 19.), míg Aigars Stokenbergs regionális fejlesztések és az önkormányzati ügyek miniszterét kizárták a pártból. 2007. november 7-én, az államfővel folytatott konzultációt követően bejelentette, hogy kormánya december 5-én lemond. Ügyvezetőként december 20-áig helyén maradt, míg Ivars Godmanis – korábbi belügyminiszter – kabinetje bizalmat nem kapott a rigai parlamentben.